# 月影特工
《月影特工》是由Lay-duce制作的一部原创电视动画。以「女子高中生×間諜格鬥」為主題。該電視動畫系列於2018年10月開始播放。同名漫画于2018年1月30日发售的漫画杂志《电击G's Comic》上开始连载，同时本作的小说版也于2018年2月28日开始在《电击G's Magazine》四月号上开始连载。講述了加入到保護著人們的正義私設情報機關「月影」的新人女子高中生源桃在被師傅雪訓練的過程中，努力地和同伴們一起守護城市的和平的故事。

## 故事简介
源桃是在空崎的高中就读的一位少女。她的另一面，是守护他人的正义的私立情报机关“月影”的一员。
身为月影新人，在师父雪的训练之下，和伙伴们一起为了守护城市的和平，今天也充满干劲。

## 登场人物

### 月影
源桃（声：安斋由香里）
6月29日出生，身高157cm，代号“百地”，师傅是半藏门雪，使用日本刀作为武器，刀鞘為粉色。喜欢散步和吃美味的食物。
拥有只要舔舐即可感知人体状况的特技，嗅覺和視覺也都遠超一般人，也因此被八千代命推薦加入月影，崇拜的对象是自己的师傅半藏门雪，在加入月影前就調查過半藏门雪的所有事。
父親是警官，在執行職務中去世，而魍魎似乎知道真正的死因。
动画中半藏门雪退役九个月后收了徒弟才賀伊智香，开始做起了师傅。
半藏门雪（声：沼仓爱美）
12月14日出生，身高162cm，代号“半藏”，师傅是藤林長穗，使用日本刀作为武器，刀鞘為藍色。
右眼在突袭魍魉基地時被砍傷，雖然沒有失明，但因傷及神經，長時間睜開眼睛時會痛，所以平時都閉著，戰鬥時也會藉此讓敵人以為自己右眼看不到而讓敵人大意。
喜欢参观工厂。间谍意识比谁都强，然而有时会做出过激行为。
辛勤培养自己的徒弟源桃，由于自己的师傅在突袭魍魉基地任务中为了救她而牺牲，所以对待源桃十分严格，也不希望其过于莽撞拼命。
常跟蹤徒弟，例如躲在衣櫃、藏在電梯上方等，也向徒弟說過"师傅會常跟在徒弟身邊"，其實這只是她關心徒弟的一種方式，而源桃也喜歡這種相處方式。
是本作的外传小说《GOLDEN GENESIS》的主人公。小说裡因藤林長穗的師傅不擅表達，所以在艱難的任務或辛苦的訓練結束時擁抱長穗，而這也傳承了下來，任務結束後長穗也擁抱過雪。
由于年纪，香料的药效减弱而临近退役，動畫版中在選擇「失去記憶成為普通人」還是「作為協力者繼續幫助月影」，最終選擇失去關於月影的記憶。但九個月後，本該失去月影相關記憶的雪，與後來有了徒弟的桃擦身而過時微微地笑了。
相模枫（声：藤田茜）
11月22日出生，身高150cm，代号“风魔”，使用飞镖作为武器。
很会省钱。自尊心很强。与师傅八千代命同住一个房间。十分喜欢八千代，曾有短時間对被八千代眷顾的桃怀有妒意。
八千代命（声：洲崎绫）
11月22日出生，身高160cm，代号“千代女”，使用飞镖作为武器。
相模枫的师傅。喜欢自弹自唱，经常晚上在车站前唱歌。
為了滲透並打倒魍魎擔任雙重間諜。
石川五惠（声：野口百合）
8月24日出生，身高172cm，代号“五右卫门”，使用手甲作为武器。是全月影最強的隱藏王牌。
师傅是青叶初芽。与源桃和八千代命是高中同学。喜欢可爱的东西。
青叶初芽（声：内田彩）
4月2日出生，身高165cm，代号“局”，使用机关长枪作为武器。
石川五惠的师傅，也是半藏门雪的高中同学。喜欢发明新物品，“月影”的成员使用的武器基本由她制造。
和特蕾西娅儿时认识并视其好友对待。在两人被绑架时，初芽被及时赎走，而特蕾西娅虽然也准备了其赎金，但由于没联络到绑匪而不成功。
卡特莉娜·托比（声：小松未可子）
咖喱店“Wasabi”的老板娘。退休的前月影特工，初芽的师傅，即使退休后仍身手了得，担当作为月影基地入口的“Wasabi”店的守门员角色。
出身自特工世家，由于憧憬月影而选择加入其中。使用的武器是雙槍。
是讓命去魍魎擔任雙重間諜的提议者。
才賀伊智香（声：楠木灯）
代號為“孫市”，源桃的徒弟，被桃用與雪類似的方式勸誘進入月影。

### 魍魉
文鸟女（声：伊藤静）
“魍魉”的大干部。毫不留情地殺人，真面目是一名帶有紫色十字形瞳孔的女性。本名是天堂久良羅，在动画最后的战斗中被源桃砍伤胸部后坠楼身亡。
特蕾西娅（声：种田梨沙）
文鸟女的副官，银发蓝瞳。與初芽為儿时认识的朋友。代號為「藏人」：曾经和初芽一起被绑架时，初芽被赎走，而且初芽的父母也准备其的赎金，但由于没能联络到绑匪进行交易，而误以为初芽忘记了这个好友，对此怀恨在心。之后被卖到魍魉进行培训。在初芽对当年绑架事件的解释，和魍魉对其利用后抛弃的态度，在動畫版中最後加入月影。
白虎（声：铃木爱奈）
“魍魉”的一员，桃源村出身的佣兵，幼儿体型的少女，真名為「范圓圓」。被月影所擒後遭“魍魉”開除，记忆也在行动前被“魍魉”下药而在被擒后消除掉，而且也被桃源村除名流放。由于习惯了在月影的工作，被收入为月影成员。
多尔特（声：早见沙织）
“魍魉”的一员，知名的佣兵。被半藏門雪以刀背制伏。在結尾中有露面，擔任卡特莉娜的咖哩店店員。

### 外传小说登场人物
藤林长穗（声：桑岛法子）
半藏门雪的师傅，也是邀请半藏门雪加入月影的人，代号“长门”，师傅為伊賀倉道羽，动画故事开始前三年为高一学生，已知在初中一年级就开始在月影活动。
小說裡提到長穗是孤兒院出身，後來因能力被看中而被一對年老夫婦收養，其實養母以前是月影成員，最初是想培養長穗讓她加入月影，但在相處的過程中，長穗和養父母也漸漸成為家人，長穗也因此喜歡上養父母喜歡的這個城市，在養父母詢問長穗願不願意加入月影時，長穗也答應了。
在邀請雪加入月影時，瞬間擊敗雪。
在动画故事开始两年前月影的一次突袭魍魉基地的任务中被文鸟女重伤，后引爆手里的炸弹炸毁了魍魉的旧基地，壮烈牺牲。
高坂信（声：佳村遥）
八千代命的师傅。动画故事开始前三年为高一学生。代号“甚内”。
有着相对娇小的身材，使用香料时的台词是(無所畏懼)，在一場任務中不幸被毒爪抓傷胳膊，之後卡特琳娜動用自己家族的力量，要把信送出國接受最先進的治療，長穗表示信已經從月影畢業了，需要選擇“失去記憶成為普通人”還是“作為協力者繼續幫助月影”，信選擇作為協力者繼續幫助月影。

## 用语解释
空崎市
位于日本关东地区南部的一座政令指定都市，人口超过一百万，城市沿岸林立着许多工厂，原型为神奈川县川崎市。
香料
“月影”使用的一种能够刺激脑部的特制香料，可以极大地提升使用者的能力，但由于医学方面的原因仅对年轻女性有效。
月影
从战国时代起延续至今的不属于任何国家的正义秘密情报组织，主要活动据点为空崎市，必要时会扩大到全国活动。会在不打搅到普通人生活的情况下暗中行动。
魍魉
全球最大的犯罪组织，创始人出身于空崎市，并有执着于空崎市的倾向，与月影因缘匪浅。

## 电视动画
2018年1月29日，动画制作人员情报公开，本作的人设原案由Namori担任，剧本统筹由担任，佐藤阳担任监督，石野聪担任人设师。电视动画于2018年10月开始播放。

### 制作人员
- 原作：SORASAKI.F
- 导演：佐藤阳
- 企划原案、系列构成：
- 角色原案：
- 美术设计：金平和茂
- 摄影监督：长田雄一郎
- 美术监督：宍户太一
- 音响监督：藤田亚纪子
- 角色设计：石野聪
- 音乐：佐高陵平
- 音乐制作：PONY CANYON
- 动画制作：Lay-duce

### 主题曲
片头曲
演唱：月影（安斋由香里、沼仓爱美、藤田茜、洲崎绫、野口百合、内田彩）
作词、作曲、编曲：Hige Driver
片尾曲
《Hide & Seek》（第1話－第3話、第5話－）
演唱：月影（安斋由香里、沼仓爱美、藤田茜、洲崎绫、野口百合、内田彩）
作词：山本芽衣子，作曲、编曲：佐藤阳介
（第4話）
演唱：八千代命（洲崎绫）
作詞：山本芽衣子，作曲、編曲：板倉孝德
劇中曲
（第4話）
作曲、編曲：佐高陵平
（第4話）
作詞：山本芽衣子，作曲：板倉孝德
角色歌《SPICY THE LIFE》
演唱：Pilli Peppers（安斋由香里、藤田茜、野口百合）
作词：山本芽衣子，作曲、编曲：y0c1e

### 各话列表
| 話數        | 日文標題                 | 中文標題                 | 劇本                     | 分鏡                   | 演出 | 作畫監督 |
| ----------- | ------------------------ | ------------------------ | ------------------------ | ---------------------- | --- | --- |
| EPISODE:001 |                          | 黄金烈酒                 |                          | 佐藤陽                 | 佐藤陽 | 井上和俊 |
| EPISODE:002 |                          | 第一個挑戰               | 出合小都美               | 福島陽子               | 杉田葉子、阪本望實 | |
| EPISODE:003 |                          | 魍魎                     | 佐藤陽 中野★陽           | 宮田亮                 | 鈴木輪流郎、谷口繁則、今田茜 佐藤育子、小田多惠子、前原薰 佐藤、金正男、小野陽子 岡田由起子、石原惠治、井上和俊 石井香織、福島陽子、岩田幸大 | |
| EPISODE:004 | Never Say Never Together | Never Say Never Together |                          | 佐藤陽                 | 熊膳貴志 | 大庭小枝、永作友克                                                                                              |
| EPISODE:005 | Phantom·Protocol         | Phantom·Protocol         |                          | 熊膳貴志               | 長濱亘彥 | 竹島照子、飯飼一幸                                                                                              |
| EPISODE:006 |                          | 友情的報酬               |                          | 京極尚彥               | 水本葉月 | 浦野達也、加藤久美子、小川玖理周 平山寬菜、今岡律之、關口雅浩 岩垂瑞樹、海老澤舞子、山本脩斗 油布京子、越後光崇 |
| EPISODE:007 |                          | 初芽的愛之告白           | 塚田拓郎                 | 塚田拓郎               | 井上和俊、杉田葉子 | |
| EPISODE:008 |                          | N機關情報                | 大橋譽志光               | 白石道太               | 北條真純、大高雄太 | |
| EPISODE:009 |                          | 命運之輪迴               |                          | 岡村天齋               | 佐藤陽 塚田拓郎 水本葉月 | 工藤糸織、佐古宗一郎 中野                                                                                       |
| EPISODE:010 |                          | 空崎無人應答             | 熊膳貴志                 | 熊膳貴志               | 大庭小枝、井上和俊 岡田由起子、佐谷宗一郎 | |
| EPISODE:011 |                          | 月下香作戰               | 岡村天齋                 | 下司泰弘 水本葉月      | 杉田葉子、工藤糸織、佐谷宗一郎 井上和俊、岡田由起子、大庭小枝 丹羽弘美、福島陽子、石井香織                                                   | |
| EPISODE:012 |                          | 永遠的月影特工           | 佐藤陽 岡村天齋 沖田宮奈 | 佐藤陽 後藤康德 鳥羽聰 | 石野聰、石原惠治、井上和俊 岡田由起子、大庭小枝、石井香織 丹羽弘美、工藤糸織、福島陽子 佐谷宗一郎、熊膳貴志、佐藤陽                          | |

### BD與DVD
| 卷數 | 發售日期       | 收錄話數       | 規格編號   | 規格編號   | 封面角色 |
| 卷數 | 發售日期       | 收錄話數       | BD         | DVD        | 封面角色 |
| ---- | -------------- | -------------- | ---------- | ---------- | -------- |
| 1    | 2018年12月19日 | 第1話、第2話   | PCXG-50651 | PCBG-53011 | 源桃     |
| 2    | 2019年1月16日  | 第3話、第4話   | PCXG-50652 | PCBG-53012 | 相模楓   |
| 3    | 2019年2月20日  | 第5話、第6話   | PCXG-50653 | PCBG-53013 | 石川五惠 |
| 4    | 2019年3月20日  | 第7話、第8話   | PCXG-50654 | PCBG-53014 | 青葉初芽 |
| 5    | 2019年4月17日  | 第9話、第10話  | PCXG-50655 | PCBG-53015 | 八千代命 |
| 6    | 2019年5月15日  | 第11話、第12話 | PCXG-50656 | PCBG-53016 | 半藏門雪 |

### 播放电视台
日本深夜動畫：下文記載的日本国内播放時間使用日本標準時間（UTC+9）表示。因為部分時間标识會採用30小时制，因此請留意这类超过24:00的时间，其實際播放時間為翌日清晨。
| 播放地域   | 播放电视台 | 播放日期        | 播放时间（UTC+9）    | 所属联播网 | 备注                        |
| ---------- | ---------- | --------------- | -------------------- | ---------- | --------------------------- |
| 近畿广域圈 | 每日放送   | 2018年10月7日 - | 星期日 2:38 - 3:08   |            | Anime Shower第二部 参与制作 |
| 东京都     | TOKYO MX   | 2018年10月7日 - | 星期日 23:00 - 24:00 |            |                             |
| 日本全国   | BS11       | 2018年10月8日 - | 星期一 1:00 - 1:30   | 卫星电视   | ANIME+节目                  |
| 日本全国   | AT-X       | 2018年10月8日 - | 星期一 22:00 - 22:30 | 卫星电视   | 有重播                      |

## 衍生作品

### 广播剧
网络广播剧“RELEASE THE SPYCE 月影大作战”（RELEASE THE SPYCE ツキカゲ大作戦）从2018年9月起由音泉进行播送。

### 手机游戏
2018年9月24日宣布本作将被改编为手机游戏，名称为“RELEASE THE SPYCE secret fragrance”，于2019年2月12日开始运营，在2020年3月31日終止營運。